# Château de Larunque
Le château de Larunque est une demeure historique située à Saint-Laurent-de-Gosse, dans le département des Landes, en Nouvelle-Aquitaine, France.

## Histoire
L’histoire du domaine remonte au XVIIe siècle avec une ferme appelée « Larenque », alors rattachée au domaine voisin du château de Lagurgue. Vers 1870, Xavier de La Croix de Ravignan fait construire le château de Larunque pour en faire une résidence de prestige, sur des terres dont il a hérité.
Au début du XXe siècle, sa fille Marie-Antoinette, mariée à Raymond Merle de la Brugière de Laveaucoupet, transforme le domaine en résidence secondaire familiale. La propriété reste dans la même famille jusqu'à sa vente en 1957.
Par la suite, le château passe entre les mains de plusieurs propriétaires, dont un ancien colonel de l’armée coloniale au Maroc, une ancienne enseignante dans la coopération française en Afrique et un promoteur immobilier bayonnais. En 1977, un incendie détruit une grande partie de la bâtisse, qui reste longtemps à l’abandon.
En 1993, le château est racheté par un entrepreneur passionné d’art, qui engage une restauration ambitieuse. Il transforme le lieu en centre artistique inspiré de l’architecture de la Renaissance italienne. Le domaine est ensuite successivement acquis par un homme d'affaires anglais puis par un jockey professionnel.
En 2021, à l'occasion d'un changement de propriétaire, le château s'est transformé en lieu d'hébergement touristique et de séminaire avec une forte démarche écologique conduisant à sa certification Ecolabel Européen en 2024. Le domaine devient un espace de ressourcement durable, accueillant des séminaires et séjours bas-carbone.

## Architecture
Le château de Larunque, tel qu’il se présente aujourd’hui, est le fruit de la restauration après l’incendie de 1977. La restauration menée par Alain Castant dans les années 1993-1995 lui a redonné une allure d’inspiration Renaissance italienne, avec un toit couronné d'acrotère, des statues, un escalier monumental, une grande terrasse orientée vers le parc et surtout un théâtre à l’italienne, avec balcon en bois, transformé au fil du temps en chambre ou salle de méditation.

## Utilisation actuelle
Le château est actuellement utilisé comme lieu d’hébergement touristique et de séminaires et de stage de ressourcement. Sous l’impulsion de ses propriétaires actuels, il s’inscrit dans une démarche écologique : réduction de l’empreinte carbone, chauffage biomasse, borne de recharge de véhicule électrique, limitation des déchets et sensibilisation aux enjeux environnementaux. Il accueille des séjours thématiques, séminaires professionnels et événements culturels dans une logique de sobriété et de reconnexion à la nature.

## Propriétaires notables
- Xavier de La Croix de Ravignan, constructeur du château vers 1870.
- Marie-Antoinette de La Croix de Ravignan, épouse Raymond Merle de la Brugière de Laveaucoupet[4].
- Alain Castant, entrepreneur et mécène artistique.
- Marion Lafouge, actuelle propriétaire[3].